# Reneszánsz antikva

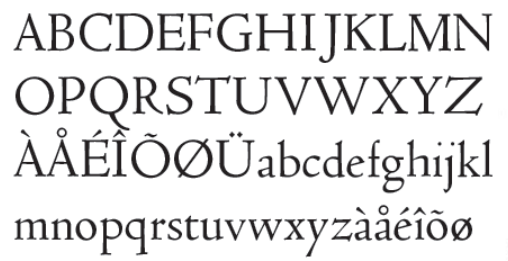

A reneszánsz antikva egyike a betűtípusok tízes csoportosításának.

## Eredete
Az antik római példákhoz nyúl vissza. A római kapitális (maiuszkula) és a Karoling minuszkulából alakul ki a humanista könyvírás. A klasszikus szövegek, Karoling közvetítéssel való másolása a „littera antiqua”, a gót írás a „littera moderna”. A humanista íróiskolákban alapvető elvárás az olvashatóság. Jellemző írástípus a humanista kurzív minuszkula. Harmonikus arányú írástükör a pergamen vagy papírlaphoz képest. Világosan tagolt szavak és szellős sortávolság a jellemző. A XV–XVI. században készített betűtípus.

## Jellemzői
A betűk képe arra emlékeztet, mintha tollal vagy ecsettel rajzolták volna, utánozza a kézírás ritmusát, dinamikáját, ezért kiválóan alkalmas hosszabb olvasásra szánt szöveghez. A reneszánsz antikvát két csoportra oszthatjuk, velencei reneszánsz antikvára és francia reneszánsz antikvára, ám a gyakorlatban nem tesznek e kettő közt különbséget. Az angolszász területeken "humanista" néven terjedt el. 
Az "e" betű harántvonala ferde (velencei változat), ill. vízszintes (francia változat).
- Változatos vonalvezetés, apró részletek kifinomult tervezése.
- A segéd- és alapvonalak vastagsága közti csekély különbség.
- Talpakkal rendelkezik.
- A betűtalpak, záró vonalak gömbölyítettek, a gömbölyítés jól látható.
- A kerek formák ferde tengelyállásúak.